# Rubén Cruz
Rubén Cruz Gil (ur. 13 października 1985 w Utrera) – hiszpański piłkarz występujący na pozycji napastnika, zawodnik CD Utrera.

## Życiorys

### Kariera klubowa
Od 2004 był zawodnikiem klubów: Real Betis C, Real Betis B, Unión Estepona, Melilla, Écija Balompié, Albacete Balompié, Cádiz CF, FC Cartagena i Recreativo Huelva.
Latem 2010 roku Cruz przeniósł się do sąsiedniego Unión Estepona CF. W kolejnych latach nadal występował na trzecim poziomie rozgrywkowym, reprezentując UD Melilla, Écija Balompié i Albacete Balompié. Z tym ostatnim klubem wywalczył awans do Segunda División, zdobywając 26 bramek w 39 meczach.
24 sierpnia 2014 roku Cruz rozegrał swój pierwszy mecz jako profesjonalista, zastępując Chumbiego i zdobywając ostatnią bramkę w przegranym 2-3 meczu u siebie z AD Alcorcón. Zakończył kampanię jako najlepszy strzelec klubu, z dziesięcioma golami w 37 występach.
W dniu 5 sierpnia 2016 r., po spadku Alby, Cruz podpisał roczny kontrakt z Cádiz CF, nadal występującym w drugiej lidze. W dniu 15 stycznia 2018 r. przeniósł się do FC Cartagena na trzecim poziomie rozgrywkowym.
26 września 2020 podpisał kontrakt z hiszpańskim klubem CD Utrera z Tercera División, umowa do 30 czerwca 2021.

## Statystyki klubowe
| Sezon   | Klub              | Kraj      | Liga               | Mecze | Bramki |
| ------- | ----------------- | --------- | ------------------ | ----- | ------ |
| 2007/08 | Real Betis B      | Hiszpania | Segunda División B | 16    | 1      |
| 2008/09 | Real Betis B      | Hiszpania | Segunda División B | 30    | 2      |
| 2009/10 | Real Betis B      | Hiszpania | Segunda División B | 29    | 2      |
| 2010/11 | Unión Estepona    | Hiszpania | Segunda División B | 26    | 8      |
| 2011/12 | Melilla           | Hiszpania | Segunda División B | 24    | 2      |
| 2012/13 | Écija Balompié    | Hiszpania | Segunda División B | 29    | 9      |
| 2013/14 | Albacete Balompié | Hiszpania | Segunda División B | 36    | 23     |
| 2014/15 | Albacete Balompié | Hiszpania | Segunda División   | 39    | 10     |
| 2015/16 | Albacete Balompié | Hiszpania | Segunda División   | 32    | 7      |
| 2016/17 | Cádiz CF          | Hiszpania | Segunda División   | 24    | 0      |
| 2017/18 | Cádiz CF          | Hiszpania | Segunda División   | 7     | 0      |

Stan na: 7 stycznia 2018

## Sukcesy

### Klubowe
Albacete Balompié
- Zwycięzca Segunda División B: 2013/2014[5]